# Stanislav Jarábek
Stanislav Jarábek (* 9. prosince 1938 Suchá nad Parnou) je bývalý slovenský fotbalový obránce a reprezentant a později fotbalový trenér. Jeho syn Juraj Jarábek je také fotbalový trenér.

## Fotbalová kariéra
Hrál Spartak Trnava, na vojně za Duklu Pardubice a kariéru končil ve Vítkovicích. S Trnavou získal 3 mistrovské tituly – 1968, 1969 a 1971, byl kapitánem mužstva. V roce 1968 byl kapitánem Československa na OH 1968 v Mexiku a nastoupil ve 2 utkáních. Za reprezentační B-tým nastoupil ve 13 utkáních. V evropských pohárech nastoupil za Trnavu v 19 utkáních. Vítěz Středoevropského poháru 1967 a vítěz Slovenského poháru 1971.

## Ligová bilance
| Ročník                                   | Zápasy | Góly | Klub            |
| ---------------------------------------- | ------ | ---- | --------------- |
| 1. československá fotbalová liga 1957/58 | -      | 4    | Spartak Trnava  |
| 1. československá fotbalová liga 1958/59 | -      | 2    | Spartak Trnava  |
| 1. československá fotbalová liga 1958/59 | -      | 0    | Dukla Pardubice |
| 1. československá fotbalová liga 1959/60 | -      | 0    | Dukla Pardubice |
| 1. československá fotbalová liga 1960/61 | -      | 0    | Spartak Trnava  |
| 1. československá fotbalová liga 1961/62 | -      | 0    | Spartak Trnava  |
| 1. československá fotbalová liga 1964/65 | -      | 2    | Spartak Trnava  |
| 1. československá fotbalová liga 1965/66 | -      | 0    | Spartak Trnava  |
| 1. československá fotbalová liga 1966/67 | -      | 0    | Spartak Trnava  |
| 1. československá fotbalová liga 1967/68 | 26     | 0    | Spartak Trnava  |
| 1. československá fotbalová liga 1968/69 | 22     | 1    | Spartak Trnava  |
| 1. československá fotbalová liga 1969/70 | 22     | 0    | Spartak Trnava  |
| 1. československá fotbalová liga 1970/71 | 22     | 1    | Spartak Trnava  |
| 1. LIGA CELKEM                           | -      | 10   |                 |

## Trenérská kariéra
Trénoval mj. Spartak Trnava, Baník Ostrava, FC Nitra, FK Dukla Banská Bystrica, FC Slušovice, 1. FK Drnovice, FC Rimavská Sobota, FK Slovan Duslo Šaľa a ŠK Slovan Bratislava.

## Biografie
- Neboli sme stále anjeli – autor Mojmír Staško, 2015, biografická publikace o S. Jarábkovi[2][3]